# Artea
Artea (spanisch Castillo y Elejabeitia; baskisch auch Arteaga, historisch: Gaztelu-Elexabeitia) ist eine Gemeinde (municipio) in der Provinz Bizkaia im spanischen Baskenland mit 748 Einwohnern (Stand: 2024). Zur Gemeinde gehören die Ortschaften Astuibehekoa, Astui, Bildosola, Elexabeitia, Errotabarri, Ezparta, Garai, Gaztelu, Larrazabal, Ugarte und San Martin.

## Geografie
Artea liegt etwa 22 Kilometer südöstlich von Bilbao in einer Höhe von durchschnittlich ca. 125 m am Río Arratia.

## Geschichte
| 1900 | 1970 | 1981 | 1991 | 2001 | 2011 | 2021 |
| ---- | ---- | ---- | ---- | ---- | ---- | ---- |
| 803  | 832  | 650  | 621  | 653  | 783  | 742  |

## Sehenswürdigkeiten

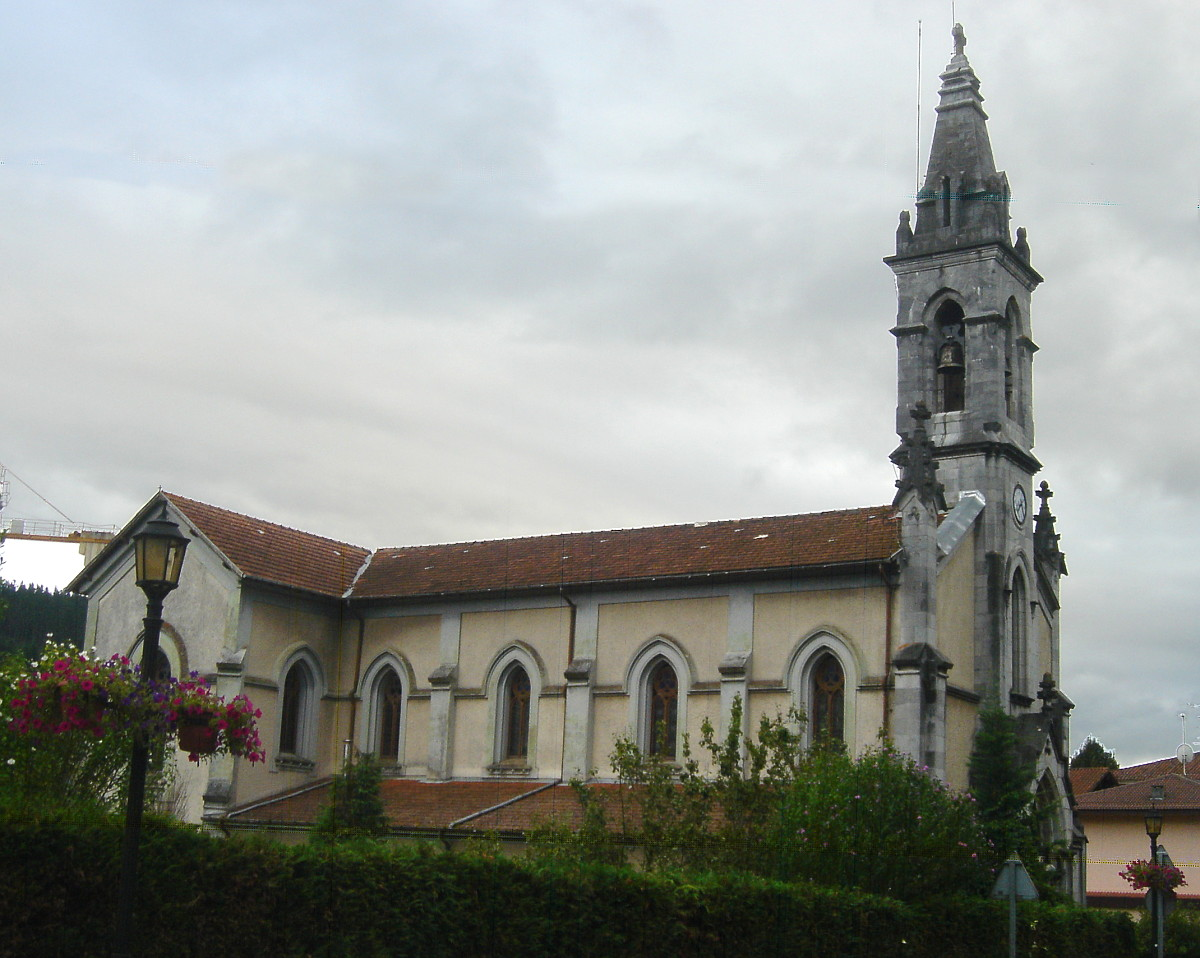
Michaeliskirche
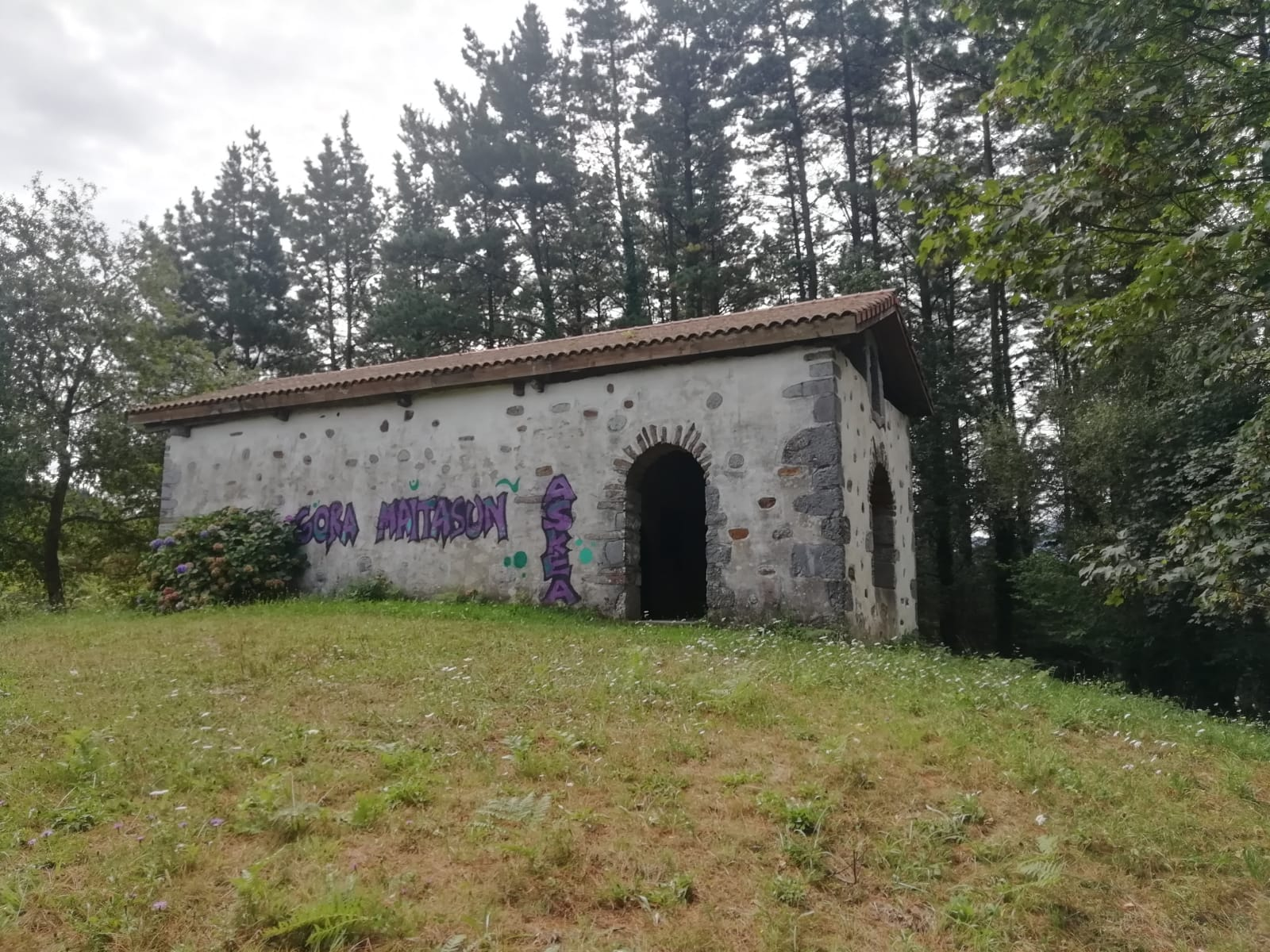
Michaeliskapelle
- Rathaus

- Michaeliskirche
- Michaeliskapelle

## Gemeindepatenschaft
Mit der britischen Ortschaft Dulverton in Somerset, mit der französischen Gemeinde Saint-Laurent-de-Neste im Département Hautes-Pyrénées und mit der polnischen Gemeinde Zwierzyniec in der Woiwodschaft Lublin bestehen Partnerschaften.